# 宁都专区
宁都专区（1949年－1950年称瑞金分区），中华人民共和国江西省已撤销的专区，在今江西省东南部。1949年设置，属赣西南行署区（副省级），专员公署驻瑞金县。辖瑞金、宁都、广昌、雩都、石城、会昌、兴国、寻邬8县，后未成立。
改为设立宁都分区，专员公署驻宁都县。1951年6月，赣西南行署区撤销，由江西省直辖并改称宁都专区。
1952年8月29日，撤销宁都专区，将瑞金、会昌、寻邬、雩都、兴国、宁都、石城7县划归赣州专区，广昌改属抚州专区。后广昌县于1954年7月改属赣南行政区，1983年8月划入抚州地区。